# Kopalnia Węgla Kamiennego Siersza
Kopalnia Węgla Kamiennego Siersza – kopalnia węgla kamiennego w Sierszy, dzielnicy Trzebini, w powiecie chrzanowskim, w województwie małopolskim, działająca w latach 1861–2001.

## Historia
Początki kopalni datuje się na rok 1861, kiedy to uruchomiono kopalnię pod nazwą  „Nowa Izabela”. W 1884 roku uruchomiono nowy szyb „Artur”, od którego kopalnia przyjęła nazwę. Pod koniec dwudziestolecia międzywojennego zastępcą dyrektora kopalni „Zbyszek” był inżynier Józef Mieczysław Fusek (1909-1940), ofiara zbrodni katyńskiej, zamordowany w Katyniu. W 1947 roku dołączono do niej kopalnię „Zbyszek” pod wspólną nazwą „Siersza”. W 1951 roku połączona została z kopalnią Krystyna w Tenczynku. Dyrektorem kopalni „Siersza” był Karol Musioł. W 1956 wprowadzono tutaj (po raz pierwszy w Polsce) urządzenia hydromechaniczne – urobek hydrauliczny oraz hydrauliczny transport węgla. W latach 70 XX w. wybudowano i oddano do użytku magistralę węglową łączącą KWK Siersza z Elektrownią Siersza, która umożliwiała transport urobku za pomocą taśmociągów do samej elektrowni. W latach 90 XX w. w zakładzie głównym znajdowały się szyby: "Artur Główny", "Artur Nowy", "Artur IV" i "Artur III" natomiast poza zakładem szyb "Zbyszek" i "Paula" w Trzebini, szyb "Zofia" i szyb wentylacyjny "Misiury" w Sierszy, szyb wentylacyjny "Walter" w Myślachowicach oraz najmłodszy, szyb "Wschodni" w Karniowicach. Kopalnia posiadała wentylatory głównego przewietrzania przy szybach "Artur-Główny", "Zbyszek", "Walter", "Zofia" i "Wschodni". Mimo podjętych działań reorganizacyjnych (likwidacja zbędnych obiektów i szybów, budowa odsiarczalni węgla) i oszczędnościowych, 1 listopada 1999 rozpoczęto likwidację i w 2001 roku kopalnię zamknięto. Większość budynków i obiektów została wyburzona a teren rozplantowany. Pozostawiono budynek wieży szybowej i nadszybia oraz maszyny wyciągowej szybu „Zbyszek” w Trzebini, jako pamiątkę po górnictwie węglowym na ziemi trzebińskiej. W innych budynkach pokopalnianych została zorganizowana wystawa po byłym przemyśle wydobywczym w Trzebini.

## Szkody górnicze
Niewłaściwa likwidacja kopalni doprowadziła do zapadlisk na osiedlu Siersza, które w 2023 roku nadal postępowały.